# Evrei de vânzare
Evrei de vânzare este un film românesc din 2012 regizat de Radu Gabrea.

## Primire
Filmul a fost vizionat de 97 de spectatori în cinematografele din România, după cum atestă o situație a numărului de spectatori înregistrat de filmele românești de la data premierei și până la data de 31 decembrie 2014 alcătuită de Centrul Național al Cinematografiei.